# Dallas Stars
I Dallas Stars sono una squadra di hockey su ghiaccio della National Hockey League con sede nel metroplex di Dallas-Fort Worth.
Gli Stars vinsero la loro prima Stanley Cup nel 1999 e vinsero 5 volte di fila la Pacific Division dal 1994 al 1999

## Roster attuale
| #  | Nat | Nome               | Pos  | S/G | Età | Acquired | Paese di nascità              |
| -- | --- | ------------------ | ---- | --- | --- | -------- | ----------------------------- |
| 44 | USA | Gavin Bayreuther   | D    | L   | 26  | 2017     | Concord, New Hampshire        |
| 14 | CAN | Jamie Benn (C)     | LW   | L   | 31  | 2007     | Victoria, British Columbia    |
| 30 | USA | Ben Bishop         | G    | L   | 33  | 2017     | Denver, Colorado              |
| 41 | CAN | Landon Bow         | G    | L   | 25  | 2017     | St. Albert, Alberta           |
| 17 | CAN | Nick Caamano       | RW   | L   | 22  | 2016     | Ancaster, Ontario             |
| 11 | CAN | Andrew Cogliano    | LW   | L   | 33  | 2019     | Toronto, Ontario              |
| 15 | CAN | Blake Comeau (A)   | W    | R   | 34  | 2018     | Meadow Lake, Saskatchewan     |
| 60 | CAN | Ty Dellandrea      | C    | R   | 20  | 2018     | Port Perry, Ontario           |
| 18 | CAN | Jason Dickinson    | C/LW | L   | 25  | 2013     | Georgetown, Ontario           |
| 37 | CAN | Justin Dowling     | C    | L   | 29  | 2013     | Calgary, Alberta              |
| 12 | CZE | Radek Faksa        | C    | L   | 26  | 2012     | Vítkov, Czech Republic        |
| 42 | CAN | Taylor Fedun       | D    | R   | 32  | 2018     | Edmonton, Alberta             |
| 34 | RUS | Denis Gurianov     | LW   | L   | 23  | 2015     | Togliatti, Russia             |
| 39 | CAN | Joel Hanley        | D    | L   | 29  | 2018     | Keswick, Ontario              |
| 55 | USA | Thomas Harley      | D    | L   | 19  | 2019     | Syracuse, New York            |
| 4  | FIN | Miro Heiskanen     | D    | L   | 21  | 2017     | Espoo, Finland                |
| 24 | FIN | Roope Hintz        | C/LW | L   | 23  | 2015     | Tampere, Finland              |
| 13 | SWE | Mattias Janmark    | LW   | L   | 27  | 2015     | Danderyd, Sweden              |
| 28 | USA | Stephen Johns      | D    | R   | 28  | 2015     | Ellwood City, Pennsylvania    |
| 35 | KAZ | Anton Khudobin     | G    | L   | 34  | 2018     | Ust-Kamenogorsk, Soviet Union |
| 25 | FIN | Joel Kiviranta     | LW   | L   | 24  | 2019     | Vantaa, Finland               |
| 3  | SWE | John Klingberg (A) | D    | R   | 28  | 2010     | Lerum, Sweden                 |
| 23 | FIN | Esa Lindell (A)    | D    | L   | 26  | 2012     | Helsinki, Finland             |
| 29 | USA | Jake Oettinger     | G    | L   | 21  | 2017     | Lakeville, Minnesota          |
| 2  | CAN | Jamie Oleksiak     | D    | L   | 27  | 2019     | Toronto, Ontario              |
| 16 | USA | Joe Pavelski       | RW/C | R   | 36  | 2019     | Plover, Wisconsin             |
| 10 | CAN | Corey Perry        | RW   | R   | 35  | 2019     | Haileybury, Ontario           |
| 47 | RUS | Alexander Radulov  | RW   | L   | 34  | 2017     | Nizhny Tagil, Soviet Union    |
| 21 | USA | Jason Robertson    | LW   | L   | 21  | 2017     | Arcadia, California           |
| 91 | CAN | Tyler Seguin (A)   | C    | R   | 28  | 2013     | Brampton, Ontario             |
| 5  | CZE | Andrej Sekera      | D    | L   | 34  | 2019     | Bojnice, Czechoslovakia       |